# Xã Lake Creek, Quận Calhoun, Iowa
Xã Lake Creek (tiếng Anh: Lake Creek Township) là một xã thuộc quận Calhoun, tiểu bang Iowa, Hoa Kỳ. Năm 2010, dân số của xã này là 128 người.